# Meteorização
Meteorização ou intemperismo é o processo natural de decomposição ou desintegração de rochas e solos (e seus minerais constituintes) por ação dos efeitos químicos, físicos e biológicos que resultam da sua exposição aos agentes externos (no que se inclui fatores antropogénicos, isto é devido direta ou indiretamente à ação humana ou natural).
Em resumo, é um fenômeno natural de desgaste ao qual estão sujeitos todos os materiais geológicos quando expostos à ação combinada da atmosfera, da hidrosfera, da biosfera e da antroposfera, de forma permanente e generalizada, por toda superfície terrestre. É importante processo por corresponder ao início de um processo maior que continua com a erosão e a deposição do material por ele formado, com a posterior diagênese, que leva à formação das rochas sedimentares.
É também a partir do intemperismo que se forma o regolito, conjunto do material alterado, e, num estágio mais avançado, o solo, material superficial em avançado estado de alteração e lixiviação, associado à matéria orgânica, fundamental à prática agrícola.
O intemperismo pode ser classificado em intemperismo físico ou intemperismo químico, cada qual às vezes também envolvem um componente biológico.

## Intemperismo físico
O intemperismo físico ou desagregação, é o conjunto de processos que causa a desintegração das rochas, sem alteração de sua composição química. O processo primário no intemperismo físico é a abrasão (o processo pelo qual clastos e outras partículas são reduzidas em tamanho).  
O cascalho de blocos de pedras e colunas que, antigamente, formavam templos estáveis na Grécia Antiga e as fendas e aberturas nos túmulos e monumentos do Antigo Egito são, primordialmente, o resultado da meteorização física (também chamada de meteorização ou alteração mecânica).
A meteorização química e física entreajudam-se, reforçando-se uma à outra. Quanto mais rápido for o decaimento, maior se torna o enfraquecimento dos fragmentos e mais susceptível a rocha é de se quebrar; quanto menores forem os fragmentos, maior a superfície disponível para o ataque químico e mais rápido se torna o decaimento. Pode ser causada pela temperatura ou clima. 
Depois da ação das placas tectônicas e do vulcanismo terem formado montanhas, a alteração química e mecânica abrem fendas – diaclases – nas mesmas através da chuva, do vento, do gelo, da neve e da gravidade de modo a aplanar a paisagem. É este o percurso da erosão, definida como o conjunto de processos de aplanação da crosta terrestre através dos agentes da geodinâmica externa envolvendo meteorização do material já existente, transporte e deposição do mesmo noutro local, contribuindo para a modificação das formas criadas pelos agentes de geodinâmica interna. Ao fazer isto, a erosão está continuamente a pôr a descoberto mais material rochoso que fica pronto para ser alterado, ao mesmo tempo que novas rochas surgem nas bacias de sedimentação.
A meteorização e a erosão não só estão intrinsecamente ligadas como também são os principais processos do ciclo litológico. Juntamente com a tectônica e o vulcanismo, os outros elementos do ciclo litológico, a meteorização e erosão modificam a forma da superfície terrestre e alteram o material rochoso, convertendo todos os tipos de rochas em sedimentos e formando solos. Em algumas circunstâncias, a meteorização e a erosão são inseparáveis. Quando uma rocha tal como o calcário puro ou o sal–gema meteoriza através de dissolução na água pluvial, por exemplo, todo o material é completamente dissolvido e transportado pela água sob a forma de iões em solução. O material dissolvido durante a meteorização química contribui significativamente para o total de material dissolvido nos oceanos.

### Intemperismo por estresse térmico (expansão e contração térmica)
A variação de temperatura produzida pela insolação durante o dia e pelo resfriamento noturno desempenha papel importante na desintegração das rochas, principalmente em regiões áridas ou semi-áridas. As rochas fragmentam-se em partículas granulares ou em escamas de tamanhos variados, dependendo das características litológicas e da intensidade do fenômeno.

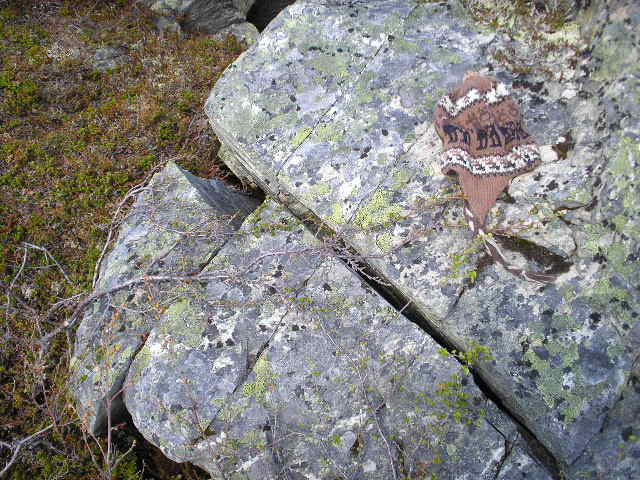
Uma rocha em Abisko, na Suécia, que possivelmente sofreu intemperismo por congelamento ou estresse térmico

O intemperismo por estresse térmico pode ocorrer com a expansão e contração da rocha, devido à variação de temperatura nas rochas, sendo mais típico em climas secos. Como os os minerais que compõe as rochas têm diferentes coeficientes de dilatação, à medida que alguns minerais se expandem mais do que outros, as mudanças de temperatura criam tensões diferenciais que eventualmente causam a fragmentação da rocha.  
O intemperismo por estresse térmico é um mecanismo importante nos desertos, onde há uma enorme variação de temperatura entre o dia e a noite.  Rochas escuras em climas desérticos podem alcançar temperaturas de até 80°C, com amplitudes (variações) de até 50°C. As diferenças nos coeficientes de dilatação térmica dos minerais provoca deslocamento entre os cristais.
Esse fenômeno também é influenciado pela cor da rocha. Rochas mais escuras tendem a se aquecer mais rapidamente que as de cor clara, o que pode gerar estresse suficiente para causar fraturamento. Além disso, como a temperatura da superfície externa difere da interna, algumas rochas podem sofrer intemperismo por esfoliação, por meio da remoção das camadas externas. 

### Intemperismo por congelamento
A ação de congelamento é particularmente eficaz no intemperismo mecânico, pois envolve ciclos repetidos de congelamento e descongelamento de água, em rachaduras e poros nas rochas.
Quando congela, a água se expande cerca de 9%, exercendo grande força nas paredes de uma rachadura, ampliando‐a e expandindo‐a por acunhamento do gelo. Ciclos repetidos de congelamento e descongelamento fragmentam pedaços rochosos angulares que são arremessados de forma descendente e se acumulam nos sopés das encostas, como os tálus. 
As rochas são desintegradas, sendo seus materiais mais suscetíveis reduzidos a pó. Este material muito fino é posteriormente transportado pelos ventos, dando origem aos depósitos de "loess", um sedimento fértil de coloração amarela. As rochas desagregadas por sucessivos congelamentos e descongelamentos da água nos poros, fendas ou diáclases foram submetidas a um processo denominado de cunha de congelamento.

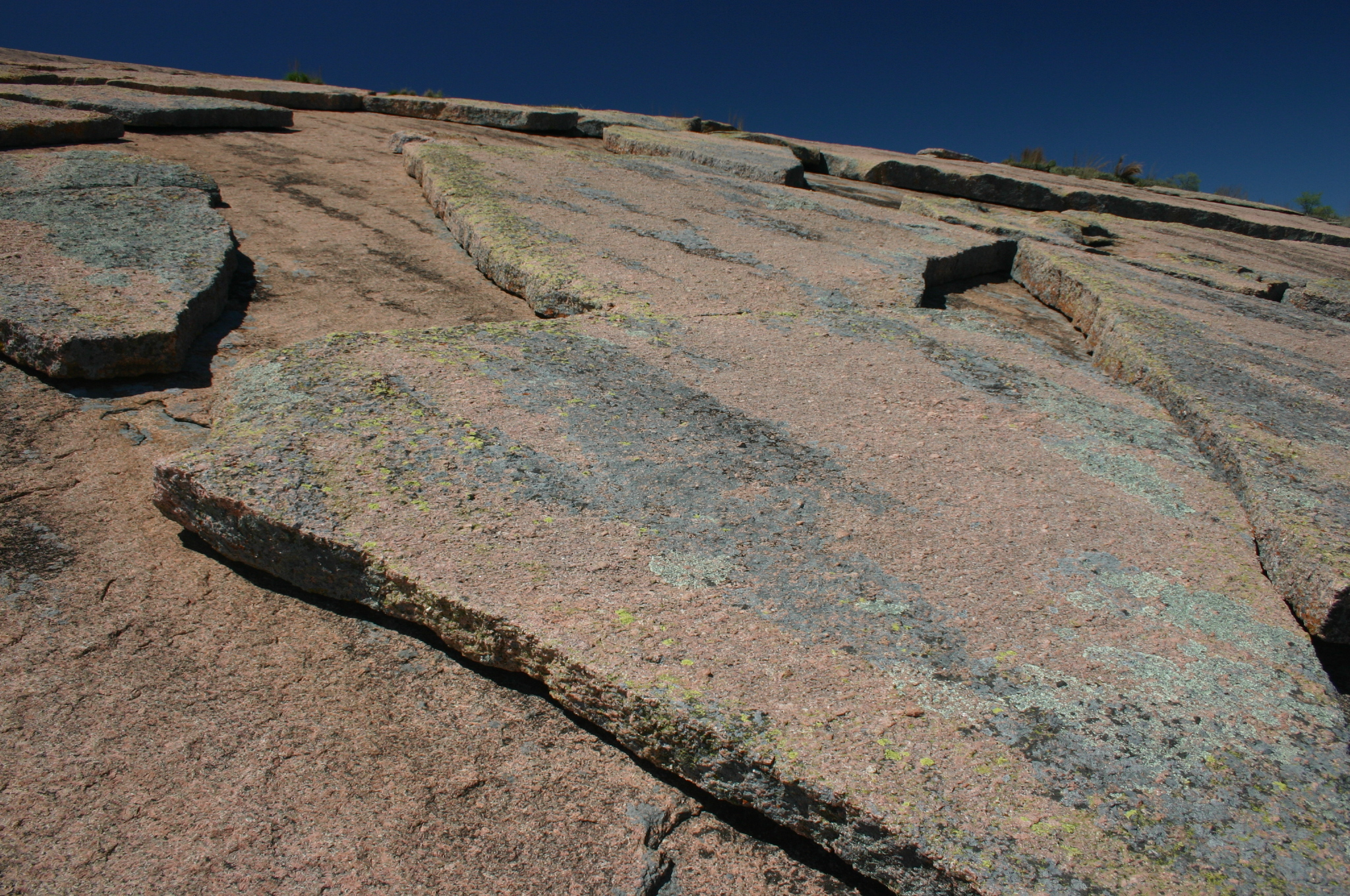
A liberação da pressão pode ter causado a esfoliação do granito mostrado na figura.

### Intemperismo por pressão
Na liberação de pressão, também conhecida como descarga, os materiais subjacentes (não necessariamente as rochas) são removidos, o que faz com que as rochas subjacentes se expandam e fraturem paralelamente à superfície.  O mecanismo mais comum é a remoção de rochas sobrepostas por erosão; sendo este um processo controlado pela erosão, mas que também subsequentemente controla a erosão. 
Algumas rochas se formam em profundidade e são estáveis sob enorme pressão. Rochas ígneas intrusivas como o granito, por exemplo, se cristalizam muito abaixo da superfície da Terra, de modo que, à medida que a rocha é soerguida e erodida, sua energia contida é liberada por expansão centrífuga do maciço rochoso, um fenômeno chamado liberação de pressão.  As partes externas das rochas tendem a se expandir. A expansão centrífuga do maciço rochoso cria tensões que produzem fraturas mais ou menos paralelas à superfície da rocha exposta,  denominadas juntas de descompressão. 
Com o tempo, folhas de rocha se separam das rochas expostas ao longo das fraturas, um processo conhecido como esfoliação. A esfoliação devido à liberação de pressão também é conhecida como "cobertura". 
Os blocos de rocha liberados pelas juntas de descompressão escorregam ou deslizam da rocha parental, deixando grandes massas arredondadas conhecidas como domo de esfoliação, ou morros do tipo pão de açúcar, muito comuns no litoral carioca. 

### Crescimento de sais
A holoclastia ou desintegração das rochas pela cristalização de sais é causada pela infiltração de soluções salinas em fendas e juntas de rochas, onde a água posteriormente evapora, desidratando a solução e deixando para trás cristais salinos. Esses cristais se expandem à medida que são aquecidos, exercendo pressão sobre as rochas confinantes. 
A cristalização do sal é normalmente associada a climas áridos, onde uma alta elevação na temperatura causa a evaporação da água e, portanto, a cristalização do sal, sendo comum também em regiões costeiras. Também ocorre em edifícios e monumentos em climas áridos, bem como sob condições microclimáticas secas em climas úmidos. A corrosão pela água do mar, por sua vez, não é um processo mecânico, mas eletroquímico.

### Abrasão
As rochas e os minerais colidem numa corrente em movimento (por exemplo, vento, ou num curso fluvial).

### Destruição orgânica
As raízes de árvores de elevado porte podem ser responsáveis pela expansão das fendas e aumento da meteorização. 

## Intemperismo químico
Os processos de intemperismo químico ocorrem com a presença da água e CO2, dependendo de sua ação de decomposição juntamente ao gás carbônico dissolvido e, em alguns casos, de ácidos orgânicos formados pela decomposição de resíduos vegetais. Dado que a decomposição química se processa na superfície dos minerais, quanto maior a fragmentação da rocha por processos físicos, maior será a intensidade do intemperismo químico.
Ocorre devido a vários fatores como a dissolução de água em geleiras e sua cristalização em fraturas que provoca o esfacelamento do volume em fissuras de rochas e de minerais.
Ocorre quando os minerais numa rocha são alterados ou dissolvidos quimicamente. O esborratamento ou mesmo o desgaste das inscrições que se encontram em antigos monumentos são resultado da meteorização química (também chamada de alteração química).

### Hidratação
A hidratação refere-se ao acréscimo da água em um mineral, e sua absorção no interior deste, levando à expansão dos minerais. A hidratação pode levar à transformações físicas e químicas.

### Hidrólise
A hidrólise corresponde a uma reação química entre o mineral e a água, onde a adição da água leva à quebra na ligação química de uma molécula.
Em algumas situações, a água não corresponde apenas ao solvente da reação, pois mesmo quando pura possui uma concentração inevitável de íons H+ e OH- devido à sua auto-ionização. A água pura em condições, normais de pressão e temperatura, possui um grau de dissociação extremamente baixo, porém, em altas temperaturas ou em presença de certos íons, esta se altera. Qualquer reação que favoreça o aumento da concentração de íons H na solução contribui para aumentar a eficiência da hidrólise.

### Carbonatação
A carbonatação é um dos principais processos implicados na alteração química das rochas. Consiste na reação entre minerais e as águas da chuva e a infiltração que ficam acidificadas em consequência da dissolução destas no dióxido de carbono atmosférico. Rochas como calcário ou giz contêm um mineral chamado carbonato de cálcio. Quando a água da chuva ou corrente contendo dióxido de carbono (água ácida) entra em contato com o carbonato de cálcio, o mineral é convertido em bicarbonato de cálcio.

### Oxirredução
A oxidação é um processo químico que envolve a perda de elétrons e constitui uma das principais reações relacionadas à meteorização química. Quando o oxigênio dissolvido em água penetra no subsolo, a oxidação processa-se primeiramente nos primeiros metros superficiais, cessando totalmente o lençol freático.
No processo de oxidação, o oxigênio reage com os minerais, principalmente com aqueles que contêm ferro, manganês e enxofre. A oxidação é favorecida pela presença de umidade. Na ausência de água, é pouco efetiva.
Quando oxidado, o ferro ferroso (Fe2+), encontrado em muitos minerais (tais como: pirita, hornblenda, augita, biotita, olivina, entre outros), é convertido em ferro férrico (Fe3+). Os minerais contendo Fe2+ possuem a coloração cinza-esverdeada, enquanto os contendo Fe3+ possuem a coloração vermelha (ferrugem).

## Intemperismo biológico
O intemperismo biológico é causado pela ação de seres vivos, como animais, fungos, bactérias e plantas.